# KATC (TV)

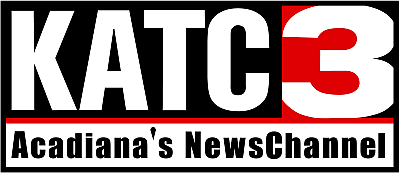
Logo do Canal.

KATC (TV), no canal 3, é a afiliada da rede de televisão ABC em Lafayette, Luisiana, nos Estados Unidos.

## História
A estação começou suas operações em 19 de setembro de 1962 e era de propriedade local da Acadian Television Company. A sabedoria convencional sugeria que deveria ter assinado como afiliada da NBC, mas ao invés disso, levou a afiliação da ABC em tempo integral. Anteriormente, a ABC tinha se limitado a autorizações fora do expediente na afiliada da CBS KLFY-TV (canal 10). Este foi um movimento muito incomum para um mercado de duas estações, especialmente um do tamanho de Lafayette. Geralmente, o ABC, como a rede menor e mais fraca, foi relegado a um status secundário em uma ou ambas as estações existentes. No entanto, a WBRZ-TV de Lake Charles KPLC-TV e  Baton Rouge (a última agora afiliada da ABC) forneceu pelo menos a cobertura da classe B a do mercado. Em contraste, nenhum afiliado da ABC chegou a colocar um sinal de grau B na área. Aparentemente, a Acadian Television imaginou que, se se ligasse à ABC, não haveria muita competição local.
A KATC cunhou o termo "Acadiana" no início dos anos 1960 e popularizou-o em todo o sul da Louisiana. No início de 1963, a afiliada da ABC recebeu uma fatura erroneamente endereçada à Acadiana Television Corp .; alguém havia digitado um "a" extra no final da palavra "Acadian". A estação começou a usá-lo para descrever a região coberta pelo seu sinal de transmissão.